# Mutter aller Schlachten
Als Mutter aller Schlachten (arabisch أُم المعارك, DMG Umm al-maʿārik) bezeichnete 1990 Iraks Präsident Saddam Hussein den damals unmittelbar bevorstehenden Zweiten Golfkrieg. Die Formulierung „Mutter aller...“ wurde in Folge zu einem geflügelten Wort. In Werbung, Medien und Umgangssprache wird es seither zahlreichen Dingen respektvoll oder aber ironisch als Superlativ zugeschrieben, beispielsweise die „Mutter aller Bomben“ oder „Mutter aller Filme“.

## Geschichte
Saddam Hussein drohte den USA und den alliierten Gegnern Iraks im Falle einer Einmischung in die Kuwait-Krise mit einer gigantischen Schlacht, die ihrerseits nur der Beginn einer Reihe weiterer erbitterter Schlachten zwischen Anhängern und Feinden des Islam sein würde. Tatsächlich aber brach der irakische Widerstand angesichts der erdrückenden Überlegenheit der USA und ihrer Alliierten rasch zusammen.
In den USA und der mit ihnen verbündeten westlichen Welt glaubten viele daher, eine Entscheidungsschlacht gegen den Islam gewonnen zu haben. Die „Mutter aller Schlachten“ wurde zum beliebten Ziel von Hohn, Spott und Parodie. Die siegreichen US-Streitkräfte veranstalten bei ihrer Rückkehr eine „Mutter aller Paraden“, noch heute ist die Formulierung „Mutter aller…“ in der Werbung populär.  Der ehemalige General und US-Außenminister Colin Powell sprach von einer spirituellen, ideologischen und propagandistischen „Mutter aller Niederlagen“ für das nichtwestliche Regime. 
Kritiker der USA-Politik geben jedoch zu bedenken, dass der Sinn der Worte Saddam Husseins verkannt worden sein könnte. Mit „Mutter aller Schlachten“ war nicht der endgültige und entscheidende Sieg des Irak oder der USA, sondern stattdessen der Auftakt endloser weiterer Kriege gemeint, die sich an der von US-Präsident Bush senior verkündeten „Neuen Weltordnung“ unter US-Hegemonie entzünden werden. Die Anzahl weiterer niedergerungener Gegner sei lediglich ein Pyrrhussieg für die US-Politik, der Rückstoß-Effekt (Blowback) sei programmiert.
Dieser Logik folgend, sah sich auch Saddam Hussein zunächst als Sieger des verlorenen Krieges und ließ im Gedenken an die Gefallenen 2001 in 15 km Entfernung von Bagdad eine Moschee errichten, die den Namen „Mutter aller Schlachten“ trug. Vier ihrer Minarette erinnern an Kalaschnikows, vier weitere an R-17-Raketen. Nach dem Sieg der USA 2003 wurde sie in Umm-al-Qura-Moschee umbenannt, ein Synonym für Mekka.

## Geflügeltes Wort
Der Begriff „Mutter aller ...“ wurde populär, ähnlich einem geflügelten Wort. Er dient in der deutschen Sprache zur Hervorhebung unterschiedlicher Gegenstände oder Sachverhalte, wie zum Beispiel Feste, Kirchen, Puppen, Straßen oder Städte. Die amerikanische Filmkomödie Hot Shots erhielt bei der deutschen Synchronisation den Untertitel „Die Mutter aller Filme“. Der US-amerikanische Fußballtrainer Steve Sampson sprach 1998 vor der WM-Begegnung mit der Islamischen Republik Iran, Saddam Husseins Feind im Ersten Golfkrieg, von der „Mutter aller Spiele“ und die amerikanische Autorin Rebecca Solnit gab einem Roman den Titel „Die Mutter aller Fragen“.